# Il ponte di Waterloo (film)
Il ponte di Waterloo (Waterloo Bridge) è un film del 1940 diretto da Mervyn LeRoy con Vivien Leigh. È la seconda riduzione cinematografica dell'omonimo dramma di Robert E. Sherwood, già portato sullo schermo nove anni prima con il titolo La donna che non si deve amare. Questo remake, molto più famoso del primo, uscì nelle sale statunitensi lo stesso giorno (14 maggio 1940) in cui Rotterdam fu bombardata dalla Luftwaffe.
Considerato uno dei prototipi del melodramma hollywoodiano, il film proponeva una Vivien Leigh appena reduce dall'enorme successo di Via col vento e un Robert Taylor al massimo della sua forma, chiamato all'ultimo momento a sostituire Sir Laurence Olivier. Importante per il successo del film anche la colonna sonora (candidata all'Oscar così come lo splendido bianco/nero fotografato da Joseph Ruttenberg) e soprattutto il motivo principale Auld Lang Syne, noto in Italia come Valzer delle candele, tratto da un'antica canzone scozzese e usato tradizionalmente in tutti i paesi anglosassoni per dare l'addio all'anno che sta per terminare. Il film fu un trionfo al botteghino e poté godere di una grande popolarità ovunque venisse proiettato.

## Trama
L'ufficiale britannico Roy Cronin, alla vigilia della seconda guerra mondiale, percorre il ponte di Waterloo a Londra e ricorda in un lungo flashback quando, in partenza per il fronte della prima guerra mondiale, aveva promesso eterno amore alla ballerina Myra, con la quale avrebbe dovuto sposarsi.
Durante la sua assenza la ragazza, estromessa dal corpo di ballo e convinta che lui fosse morto in guerra, fu costretta a prostituirsi per guadagnarsi da vivere.
Quando Roy tornò a casa, Myra, per lo sconforto e per non ingannarlo, si uccise gettandosi sotto un camion proprio su quel ponte.

## Produzione
La sceneggiatura si basa su Waterloo Bridge, lavoro teatrale di Robert E. Sherwood che era stato presentato a Broadway il 6 gennaio 1930, interpretato da June Walker e Glenn Hunter.
Le riprese del film, prodotto come A Mervyn LeRoy Production per la Metro-Goldwyn-Mayer (MGM), durarono da fine gennaio al 18 marzo 1940.
Douglas Shearer curò la registrazione del sonoro con il sistema monofonico Western Electric Sound System.

## Colonna sonora
Il compositore Herbert Stothart fu candidato all'Oscar per la miglior colonna sonora originale. L'orchestrazione delle musiche si deve a Murray Cutter, Paul Marquardt e Leonid Raab i cui nomi però non appaiono nei credit del film.
La scena del ballo è accompagnata da una canzone tradizionale scozzese, tradotta in italiano come "Valzer dell'addio" o "Valzer delle candele", che si suonava l'ultimo dell'anno o in occasione di separazioni o congedi, il cui titolo originale è Auld Lang Syne (che può essere tradotto, liberamente, come "canzone dei vecchi tempi"). Il brano tradizionale è stato modificato e riscritto come valzer. La versione originale (forse della fine del Settecento) sembra poter essere attribuito a Robert Burns, poeta del romanticismo scozzese di quel periodo.

## Distribuzione
Distribuito dalla Metro-Goldwyn-Mayer (MGM), il film uscì nelle sale cinematografiche statunitensi il 17 maggio 1940.
In Italia, il film ottenne il visto di censura 1594 nel 1946.
Il film viene citato nel romanzo La ragazza di Bube di Carlo Cassola, in quanto la protagonista, Mara, ne assiste a una proiezione in un cinema locale e ne descrive brevemente la trama.

## Riconoscimenti
- Candidatura all'Oscar 1941 per Herbert Stothart per la miglior colonna sonora originale
- Candidatura all'Oscar 1941 per Joseph Ruttenberg per la miglior fotografia in bianco e nero